# Tadeusz Barącz

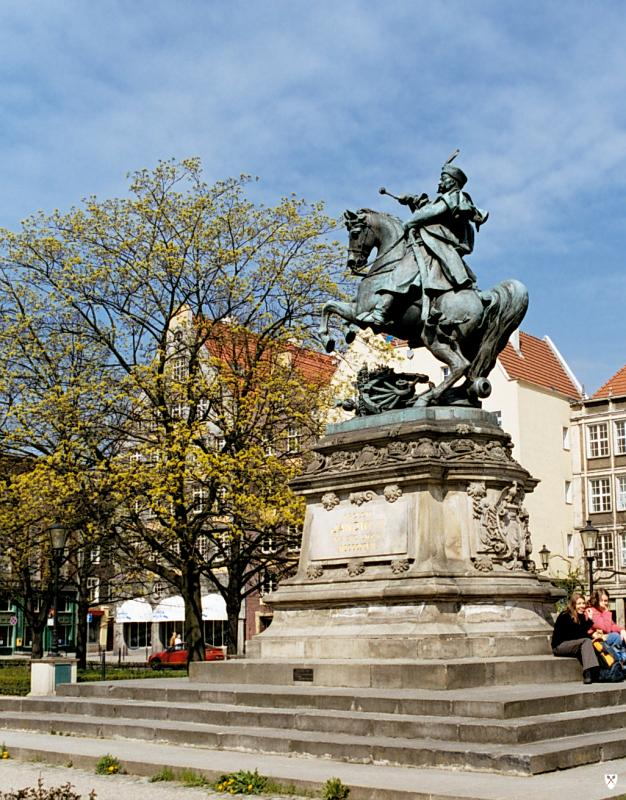
Pomnik króla Jana III Sobieskiego przeniesiony z Wałów Hetmańskich we Lwowie do Gdańska (stan obecny)

Tadeusz Barącz herbu Odrowąż (ur. 24 marca 1849 we Lwowie, zm. 13 marca 1905 tamże) – polski rzeźbiarz i medalier, twórca licznych rzeźb portretowych i pomników.

## Życiorys
Pochodził ze starej patrycjuszowskiej i zasłużonej dla Lwowa rodziny polskich Ormian. Jego braćmi byli Roman (1856-1930, profesor chirurgii Uniwersytetu Lwowskiego), Erazm (1859-1928, inżynier górnik, kolekcjoner), Stanisław (1864-1936, poeta i tłumacz) oraz Władysław (1865-1919, aktor i dyrektor Teatru Wielkiego we Lwowie).
Studia artystyczne pod kierunkiem Władysława Łuszczkiewicza odbył w Krakowie, następnie studiował w Monachium (w październiku 1869 r. zgłosił się do Akademii Sztuk Pięknych w Monachium – Bildhauerklasse: immatrykulacja 13 VI 1870 r.) i Florencji. Wykonał wiele dekoracji budynków użyteczności publicznej we Lwowie, a także wiele nagrobków i pomników, w tym słynnego pomnika króla Jana III Sobieskiego na Wałach Hetmańskich. Był autorem m.in. posągów Kopernika, Mickiewicza, Czackiego, Ossolińskiego, Jędrzeja Śniadeckiego i Długosza na fasadzie gmachu III Gimnazjum im. Franciszka Józefa we Lwowie (późniejsze im. Stefana Batorego), popiersi Szewczenki, Siemiradzkiego, Lenartowicza, Matejki, Malczewskiego, pomników Kościuszki w Chicago, Mickiewicza w Karlowych Warach i Truskawcu. Był także autorem dwóch niezrealizowanych lwowskich pomników: pomnika Konstytucji 3 maja i pomnika upamiętniającego Polaków poległych za wolność w powstaniach 1794–1831–1863 (który miał stanąć na Cmentarzu Łyczakowskim i nosił nazwę Obrona sztandaru).
Został pochowany w rodzinnym grobowcu na cmentarzu Łyczakowskim we Lwowie.